# Giesbertiolus linnaei
Giesbertiolus linnaei is een kever uit de familie van de bladsprietkevers (Scarabaeidae). De soort is beschreven aan de hand van een enkel vrouwelijk exemplaar dat in 1895 in Costa Rica werd verzameld door Cecil F. Underwood voor Oliver Janson. Men is er niet in geslaagd om vers materiaal te vinden. Dit exemplaar week nogal af van verwante kevers, bijvoorbeeld door haar lengte van 21 millimeter, zodat meer dan een eeuw later toch tot een formele beschrijving is besloten.
De soort is beschreven in een special van Zoologische Mededelingen, uitgegeven door Naturalis, die op 1 januari 2008 verscheen ter ere van het 250-jarig bestaan van de zoölogische nomenclatuur. Op 1 januari 1758 verscheen namelijk de 10e editie van Systema naturae van Carl Linnaeus. De soortaanduiding linnaei verwijst ook naar Linnaeus.